# Aisam-ul-Haq Qureshi
Aisam-ul-Haq Qureshi (ur. 17 marca 1980 w Lahaur) – pakistański tenisista, reprezentant w Pucharze Davisa.

## Kariera tenisowa
Karierę profesjonalną zainaugurował w roku 1998. W grze singlowej wygrywał turnieje z serii ITF Men’s World Tennis Tour. Swoje jedyne zwycięstwo w zawodach kategorii ATP Challenger Tour odniósł w Delhi w sezonie 2007. W rankingu gry pojedynczej najwyżej sklasyfikowany był na 125. miejscu w grudniu 2007 roku.
W grze podwójnej Qureshi ma na koncie 18 zwycięstw w turniejach rangi ATP Tour. Ponadto Qureshi przegrał 24 finały zawodów cyklu ATP Tour, w tym US Open 2010 razem z Rohanem Bopanną. Po drodze azjatycki debel pokonał parę Daniel Nestor–Nenad Zimonjić. W finale wynikiem 6:7(5), 6:7(4) przegrali z duetem Bob Bryan–Mike Bryan. W zestawieniu deblistów Qureshi najwyżej był na 8. pozycji w czerwcu 2011 roku.
W grze mieszanej Qureshi doszedł wraz z Květą Peschke do finału US Open 2010. Spotkanie finałowe przegrali z Liezel Huber i Bobem Bryanem.
Przez całą karierę reprezentował Pakistan w Pucharze Davisa, rozgrywając łącznie 105 meczów i w 70 triumfując. W roku 2005 doszedł wraz z zespołem do play-offów o awans do grupy światowej (najwyższej klasy rozgrywek), lecz Pakistańczycy przegrali rywalizację z Chile 0:5.
Karierę zawodową zakończył w 2024 roku.

### Finały w turniejach ATP Tour
| Legenda                                      |
| -------------------------------------------- |
| Wielki Szlem                                 |
| Igrzyska olimpijskie                         |
| Tennis Masters Cup / ATP Finals              |
| ATP Masters Series / ATP Tour Masters 1000   |
| ATP International Series Gold / ATP Tour 500 |
| ATP International Series / ATP Tour 250      |

#### Gra podwójna (18–24)
| Końcowy wynik | Nr  | Data                 | Turniej      | Nawierzchnia  | Partner              | Przeciwnicy                          | Wynik finału      |
| ------------- | --- | -------------------- | ------------ | ------------- | -------------------- | ------------------------------------ | ----------------- |
| Finalista     | 1.  | 30 września 2007     | Mumbaj       | Twarda        | Rohan Bopanna        | Robert Lindstedt Jarkko Nieminen     | 6:7(3), 6:7(5)    |
| Finalista     | 2.  | 13 lipca 2008        | Newport      | Trawiasta     | Rohan Bopanna        | Mardy Fish John Isner                | 4:6, 6:7(1)       |
| Zwycięzca     | 1.  | 7 lutego 2010        | Johannesburg | Twarda        | Rohan Bopanna        | Karol Beck Harel Lewi                | 2:6, 6:3, 10–5    |
| Finalista     | 3.  | 11 kwietnia 2010     | Casablanca   | Ceglana       | Rohan Bopanna        | Robert Lindstedt Horia Tecău         | 2:6, 6:3, 7–10    |
| Finalista     | 4.  | 22 maja 2010         | Nicea        | Ceglana       | Rohan Bopanna        | Marcelo Melo Bruno Soares            | 6:1, 3:6, 5–10    |
| Finalista     | 5.  | 29 sierpnia 2010     | New Haven    | Twarda        | Rohan Bopanna        | Robert Lindstedt Horia Tecău         | 4:6, 5:7          |
| Finalista     | 6.  | 11 września 2010     | US Open      | Twarda        | Rohan Bopanna        | Bob Bryan Mike Bryan                 | 6:7(5), 6:7(4)    |
| Finalista     | 7.  | 1 listopada 2010     | Petersburg   | Twarda (hala) | Rohan Bopanna        | Daniele Bracciali Potito Starace     | 6:7(6), 6:7(5)    |
| Zwycięzca     | 2.  | 12 czerwca 2011      | Halle        | Trawiasta     | Rohan Bopanna        | Robin Haase Milos Raonic             | 7:6(8), 3:6, 11–9 |
| Zwycięzca     | 3.  | 2 października 2011  | Bangkok      | Twarda (hala) | Oliver Marach        | Michael Kohlmann Alexander Waske     | 7:6(4), 7:6(5)    |
| Zwycięzca     | 4.  | 23 października 2011 | Sztokholm    | Twarda (hala) | Rohan Bopanna        | Marcelo Melo Bruno Soares            | 6:1, 6:3          |
| Zwycięzca     | 5.  | 13 listopada 2011    | Paryż        | Twarda (hala) | Rohan Bopanna        | Julien Benneteau Nicolas Mahut       | 6:2, 6:4          |
| Zwycięzca     | 6.  | 6 maja 2012          | Estoril      | Ceglana       | Jean-Julien Rojer    | Julian Knowle David Marrero          | 7:5, 7:5          |
| Zwycięzca     | 7.  | 17 czerwca 2012      | Halle        | Trawiasta     | Jean-Julien Rojer    | Treat Huey Scott Lipsky              | 6:3, 6:4          |
| Finalista     | 8.  | 4 listopada 2012     | Paryż        | Twarda (hala) | Jean-Julien Rojer    | Mahesh Bhupathi Rohan Bopanna        | 6:7(6), 3:6       |
| Finalista     | 9.  | 24 lutego 2013       | Marsylia     | Twarda (hala) | Jean-Julien Rojer    | Rohan Bopanna Colin Fleming          | 4:6, 6:7(3)       |
| Zwycięzca     | 8.  | 30 marca 2013        | Miami        | Twarda        | Jean-Julien Rojer    | Mariusz Fyrstenberg Marcin Matkowski | 6:4, 6:1          |
| Finalista     | 10. | 5 maja 2013          | Oeiras       | Ceglana       | Jean-Julien Rojer    | Santiago González Scott Lipsky       | 3:6, 6:4, 7–10    |
| Zwycięzca     | 9.  | 20 października 2013 | Sztokholm    | Twarda (hala) | Jean-Julien Rojer    | Jonas Björkman Robert Lindstedt      | 6:2, 6:2          |
| Finalista     | 11. | 11 stycznia 2014     | Sydney       | Twarda        | Rohan Bopanna        | Daniel Nestor Nenad Zimonjić         | 6:7(3), 6:7(3)    |
| Zwycięzca     | 10. | 1 marca 2014         | Dubaj        | Twarda        | Rohan Bopanna        | Daniel Nestor Nenad Zimonjić         | 6:4, 6:3          |
| Finalista     | 12. | 24 maja 2014         | Nicea        | Ceglana       | Rohan Bopanna        | Martin Kližan Philipp Oswald         | 2:6, 0:6          |
| Finalista     | 13. | 28 lutego 2015       | Dubaj        | Twarda        | Nenad Zimonjić       | Rohan Bopanna Daniel Nestor          | 4:6, 1:6          |
| Zwycięzca     | 11. | 19 lipca 2015        | Newport      | Trawiasta     | Jonathan Marray      | Nicholas Monroe Mate Pavić           | 4:6, 6:3, 10–8    |
| Finalista     | 14. | 2 sierpnia 2015      | Gstaad       | Ceglana       | Oliver Marach        | Alaksandr Bury Denis Istomin         | 6:3, 2:6, 5–10    |
| Finalista     | 15. | 9 kwietnia 2016      | Marrakesz    | Ceglana       | Marin Draganja       | Guillermo Durán Máximo González      | 2:6, 6:3, 6–10    |
| Finalista     | 16. | 17 lipca 2016        | Hamburg      | Ceglana       | Daniel Nestor        | Henri Kontinen John Peers            | 5:7, 3:6          |
| Zwycięzca     | 12. | 14 stycznia 2017     | Auckland     | Twarda        | Marcin Matkowski     | Jonatan Erlich Scott Lipsky          | 1:6, 6:2, 10–3    |
| Zwycięzca     | 13. | 30 kwietnia 2017     | Barcelona    | Ceglana       | Florin Mergea        | Philipp Petzschner Alexander Peya    | 6:4, 6:3          |
| Zwycięzca     | 14. | 1 lipca 2017         | Antalya      | Trawiasta     | Robert Lindstedt     | Oliver Marach Mate Pavić             | 7:5, 4:1 krecz    |
| Zwycięzca     | 15. | 23 lipca 2017        | Newport      | Trawiasta     | Rajeev Ram           | Matt Reid John-Patrick Smith         | 6:4, 4:6, 10–7    |
| Zwycięzca     | 16. | 1 października 2017  | Chengdu      | Twarda        | Jonathan Erlich      | Marcus Daniell Marcelo Demoliner     | 6:3, 7:6(3)       |
| Finalista     | 17. | 22 października 2017 | Sztokholm    | Twarda (hala) | Jean-Julien Rojer    | Oliver Marach Mate Pavić             | 6:3, 6:7(6), 4–10 |
| Finalista     | 18. | 29 kwietnia 2018     | Barcelona    | Ceglana       | Jean-Julien Rojer    | Feliciano López Marc López           | 6:7(5), 4:6       |
| Finalista     | 19. | 17 lutego 2019       | Nowy Jork    | Twarda (hala) | Santiago González    | Kevin Krawietz Andreas Mies          | 4:6, 5:7          |
| Zwycięzca     | 17. | 14 kwietnia 2019     | Houston      | Ceglana       | Santiago González    | Ken Skupski Neal Skupski             | 3:6, 6:4, 10–6    |
| Finalista     | 20. | 9 lutego 2020        | Montpellier  | Twarda (hala) | Dominic Inglot       | Nikola Ćaćić Mate Pavić              | 4:6, 7:6(4), 4–10 |
| Zwycięzca     | 18. | 16 lutego 2020       | Nowy Jork    | Twarda (hala) | Dominic Inglot       | Steve Johnson Reilly Opelka          | 7:6(5), 7:6(6)    |
| Finalista     | 21. | 29 maja 2021         | Parma        | Ceglana       | Oliver Marach        | Simone Bolelli Máximo González       | 3:6, 3:6          |
| Finalista     | 22. | 13 listopada 2021    | Sztokholm    | Twarda (hala) | Jean-Julien Rojer    | Santiago González Andrés Molteni     | 2:6, 2:6          |
| Finalista     | 23. | 9 stycznia 2022      | Melbourne    | Twarda        | Ołeksandr Nedowiesow | Wesley Koolhof Neal Skupski          | 4:6, 4:6          |
| Finalista     | 24. | 20 lutego 2022       | Delray Beach | Twarda        | Ołeksandr Nedowiesow | Marcelo Arévalo Jean-Julien Rojer    | 2:6, 7:6(5), 4–10 |

#### Gra mieszana (0–1)
| Końcowy wynik | Nr | Data            | Turniej            | Nawierzchnia | Partnerka     | Przeciwnicy            | Wynik finału |
| ------------- | -- | --------------- | ------------------ | ------------ | ------------- | ---------------------- | ------------ |
| Finalista     | 1. | 1 września 2010 | US Open, Nowy Jork | Twarda       | Květa Peschke | Liezel Huber Bob Bryan | 4:6, 4:6     |